# Carlos Enrique Gavito
Carlos Enrique Gavito, argentinski plesalec,  * 27. april 1942, Buenos Aires, † 1. julij 2005, Buenos Aires.
Carlos Gavito je bil slavni plesalec argentinskega tanga. Rojen je bil v predmestju Buenos Airesa. 
Profesionalno plesalsko kariero je začel leta 1965 z nastopanjem v popularnem plesnem šovu Asi canta Buenos Aires. Posebno prepoznavnost je dosegel s plesnim slogom, ki ga je odražala zelo specifična plesna drža pri kateri se plesalca močno nagibata drug proti drugemu. Njegova drža je med plesalci tanga znana kot stil Gavito. 